# Hear Them Calling
Hear Them Calling (Li sento chiamare) è un singolo della cantante islandese Greta Salóme, pubblicato il 15 gennaio 2016 su etichetta discografica Hands Up Music. Il brano è stato scritto e prodotto da Greta Salóme.
Con il brano, Greta ha partecipato a Söngvakeppnin, la competizione nazionale islandese per la selezione della canzone da presentare all'Eurovision Song Contest 2016. Nella semifinale Greta ha presentato la canzone in lingua islandese, intitolata Raddirnar (Voci), per poi portare la versione originale in inglese nella finale del 20 febbraio 2016. Dopo essersi qualificata dalla semifinale ottenendo il terzo numero maggiore di televoti, Greta è arrivata seconda nella finale, a meno di 100 televoti da Alda Dís Arnardóttir, contro la quale si è battuta nella superfinale. Con 39.807 televoti, contro i 25.111 di Alda, Greta ha avuto la possibilità di rappresentare l'Islanda all'Eurovision per la seconda volta dopo il 2012. Greta ha cantato per sedicesima nella prima semifinale, che si è tenuta il 10 maggio a Stoccolma, ma non si è qualificata per la finale del 14 maggio. Greta è arrivata tredicesima nel televoto con 24 punti e tredicesima anche nel voto della giuria con 27 punti; in totale ha accumulato 51 punti, piazzandosi quattordicesima su diciotto partecipanti.
Hear Them Calling ha raggiunto la prima posizione nella classifica islandese; in aggiunta, la versione in islandese Raddirnar ha raggiunto il terzo posto in classifica.

## Classifiche

### Hear Them Calling
| Classifica (2016) | Posizione massima |
| ----------------- | ----------------- |
| Islanda           | 1                 |

### Raddirnar
| Classifica (2016) | Posizione massima |
| ----------------- | ----------------- |
| Islanda           | 3                 |